# District de Lianhu
Le district de Lianhu (莲湖区 ; pinyin : Liánhú Qū) est une subdivision administrative de la province du Shaanxi en Chine. Il est placé sous la juridiction de la ville sous-provinciale de Xi'an.